# Adolf H. Uunona
Pour les articles homonymes, voir Hitler (homonymie).
Ne doit pas être confondu avec Adolf Hitler.
Adolf Hitler Uunona dit Adolf H. Uunona ou Adolf Uunona, né vers 1956, 1965 ou 1966 dans le Sud-Ouest africain, est un militant anti-apartheid,,, et homme politique namibien, membre de la SWAPO.
Le 25 novembre 2020, il est élu administrateur,,, (ou conseiller,,) de la circonscription d'Ompundja avec 84,88 % des suffrages exprimés, soit 1 196 voix contre 213 pour son opposant Mumbala Abner des Patriotes indépendants pour le Changement, lors des élections régionales namibiennes. Le 2 décembre 2020, il prête serment sur la constitution namibienne. Le lendemain, il accorde une interview au quotidien allemand Bild et acquiert, à cette occasion, une renommée internationale en raison de ses prénoms atypiques.

## Carrière politique
Adolf H. Uunona commence sa carrière politique en tant que militant anti-apartheid à l'époque où la Namibie était sous l'administration de ce régime raciste et ségrégationniste d'origine sud-africaine,,,. Il est régulièrement élu conseiller régional depuis 2005,. Lors des élections régionales de 2020, il est mentionné comme « Adolf H. Uunona » sur les bulletins électoraux, son nom complet n'étant révélé qu'après divulgation des résultats par la commission électorale (en), dirigée par Mme Notemba Tjipueja. Sa bonne performance lors de ces dernières élections est en décalage avec celles de son parti, la SWAPO, qui, bien que demeurant majoritaire dans le pays, perd à cette occasion la gestion d'une trentaine de villes et villages, principalement en raison des scandales de corruption (notamment dans le secteur halieutique) qui l'ont récemment éclaboussé,,.

## Des prénoms atypiques
Baptisé Adolf Hitler par son père, en référence évidente au dictateur allemand du même nom, il ne voit tout d'abord aucun problème à porter ces prénoms, Adolf étant largement répandu en Namibie qui est une ancienne colonie allemande. Il déclare notamment : « Pour moi, c'était un nom tout à fait normal quand j'étais enfant. Ce n'est qu'à l'adolescence que j'ai compris : cet homme voulait soumettre le monde entier et tuer des millions de Juifs. Je n'ai rien à voir avec toutes ces choses »,. 
Il attribue le choix de son prénom à l'ignorance de son père : « Mon père m'a nommé d'après cet homme. Il n'a probablement pas compris ce qu'Adolf Hitler représentait ». Désormais adulte, monsieur Uunona refuse de faire changer son prénom, relevant que « c'est dans tous les documents officiels, c'est trop tard pour ça »,. Cependant, il n'utilise pas le nom « Hitler » et se fait appeler Adolf Uunona en public, et Adolf tout court en privé, par sa femme et ses amis notamment,,,.  
La réaction de Adolf H. Uunona par rapport à son prénom balance entre l'humour et l'agacement. Ainsi, il n'hésite pas à plaisanter à ce propos, déclarant notamment après son élection qu'il n'a pas de volonté de « dominer le monde » et ne souhaite pas « conquérir Oshana tout de suite »,,,,,,,. Mais par ailleurs, il ne cache pas son irritation devant l'intérêt que soulève son prénom, déclarant notamment à l'AFP : « Il n'y a vraiment aucune raison pour que nous soyons là, assis à discuter de mon nom. En quoi est-ce que cela contribuera au développement de la Namibie ? »,,.